# 山东邮务管理局旧址
山东邮务管理局旧址，也称济南邮政大楼，位于山东省济南市市中区经二路路南，隔路与原德国领事馆（今济南市政府大院）相对，东靠大纬二路。该建筑为西洋古典式，设计者为天津外国建筑事务所建筑师查理与康文赛，建造者为天津洋商，1918年3月动工兴建，1919年竣工，为济南邮政自建的第一座邮政大楼。

## 历史
1914年，济南邮政局改设为山东邮务管理局（1931年又改称山东邮政管理局），除管理山东全邮区的事务外，亦下设本地事务管理处，以管理本地局所的邮政事务。其主管称为邮务长（1931年后称为局长），由外籍人员掌控。1919年秋大楼落成，次年2月邮政营业部门迁入并正式对外营业。
1928年，济南发生“五三惨案”，占领济南的日本侵略军将邮电通讯人员、军人、市民等关进该楼大院，并任意进行残害。1937年底，济南再次被日军占领，济南邮政大楼被强占，设为日军司令部（日本投降后为王耀武的第二绥靖区司令部）。济南邮政部门被迫于1938年外迁，而山东邮政管理局被划归1938年8月由敌伪成立的“华北邮政总局”管辖，其副局长由日本人充任，并直接掌握实权，直到日本投降后由平津区济南分区接收。
1948年9月济南战役结束后，山东邮政管理局及其本地的支局均被中国人民解放军济南前线军事管制委员会邮电部接管。1958年，该楼归济南市邮政局使用，今为济南市邮政局主楼。1995年12月被列入济南第二批重点文物保护单位，2006年12月被列入山东省文物保护单位。

## 建筑
该建筑平面为短“山”字形，最初设计时为三层，一层为营业大厅及邮件处理室，二、三层为邮务管理办公室，在二层中间凹入的部分为联系各室的外廊。其建造主要采用砖料，墙角处采用石板，外墙红砖加以石料点缀。整个北立面采用了法国古典主义五段式，端庄对称。正中为设在高大石基上的大门廊，左右各立有爱奥尼克石柱，两翼则为精致的小门廊，主次分明，并显示了虚实对比、凹凸变化。大厦顶部为四柱望楼，采用硕大的四坡红色盔顶，中间各缀以绿色带形琉璃花饰，通高30米，上置旗杆，为当时济南商埠区最高大的建筑物之一。
1922年7月屋顶曾毁于火灾，次年在重新设计修复时被改为二层，原有的孟莎式坡屋面也被改为平屋面，并采用了钢筋混凝土结构，这是钢筋混凝土结构在济南的首次使用。